# Северо-восточный регион развития Румынии
Северо-восточный регион развития Румынии (рум. Regiunea de dezvoltare Nord-Est) — один из регионов развития Румынии. Не является административной единицей, был создан в 1998 году для лучшей координации местного развития в процессе вступления Румынии в Европейский союз.

## Состав
В состав СВРР входят жудецы:
- Бакэу
- Ботошани
- Васлуй
- Нямц
- Сучава
- Яссы

## Население
Численность населения региона в 2004 году составляла 3 674 367 человек. Плотность населения составляла 99,71 чел./км², что выше среднего уровня по стране (91,3 чел./км²). 49,22 % населения (1 808 390 человек) составляют мужчины, 50,78 % (1 865 977 человек) — женщины. Преобладает румынское население (97,9 %), численность цыган составляет 1,2 % от общей численности населения, украинцев — 0,9 %.

## Экономика
Основу экономики составляет сельское хозяйство, промышленными центрами являются города Бакэу, Яссы и Сучава. Уровень ВВП на душу населения в регионе является наиболее низким в стране.